# Campeonato Nacional de Padbol de España
El Campeonato Nacional de Padbol de España es un torneo de Padbol que organiza la Asociación de Padbol Española y que se disputa anualmente entre los mejores jugadores de cada club.
Los actuales campeones son Juanal Ramón y Juanmi Hernández, representantes de La Nave del Padbol, tras el triunfo en la competición del 2016. 
En la modalidad femenina las vigentes campeonas son Flores/Rodríguez, de Sport Padbol Elche, tras el título del 2015.

## Historia
La primera edición del torneo fue en febrero del 2013 en Leganés, Madrid, donde asistieron 15 parejas y consagró a Eleazar Ocaña y Toni Palacios. En total clasificaron cinco parejas a la Copa Mundial de Padbol 2013.
El segundo Nacional se desarrolló en octubre del 2014 en La Nucía, Alicante, contó con la presencia de 18 parejas. Los campeones fueron Juan Alberto Ramón y Juan Miguel Hernández. Clasificaron dos parejas a la Copa Mundial de Padbol 2014.
La tercera edición volvió a tener como sede a La Nucía, Alicante del 3 al 6 de septiembre de 2015. 
En la categoría masculina se implementó un sistema de participación por clubes y no por parejas. Hubo 15 clubes representantes y se consagró La Nave del Padbol, de Mallorca. Además se realizó la primera edición de la modalidad femenina, ganada por Flores/Rodríguez, de Sport Padbol Elche.
En 2016 se llevó a cabo el cuarto torneo en las Islas Canarias. Juanal Ramón y Juanmi Hernández, de La Nave del Padbol, mantuvieron su corona tras vencer en cuatro sets a sus compañeros de club Barceló y Suau.

## Resultados Masculino
| Año          | Sede           |                    | Campeón         | Final Resultado | Subcampeón           |               | Tercer lugar     |                  | Cuarto lugar |
| 2013 Detalle | Leganés        | Ocaña/Palacios     | 6-7 6-4 6-0     | Saiz/Rodríguez  | Melgarejo/Prado      |               | Bernabé/Macia    |                  |              |
| 2014 Detalle | La Nucía       | Ramón/Hernández    | 4-6 6-4 6-0     | Barceló/Suau    | J.Martínez/Gutiérrez |               | A.Martínez/Nuñez |                  |              |
| 2015 Detalle | La Nucía       | La Nave del Padbol | 6-3 6-2 6-2     | Padbol Canario  | Sport Padbol Elche   |               | CABS             |                  |              |
| 2016 Detalle | Islas Canarias | Ramón/Hernández    | 6-2 6-3 4-6 6-1 | Barceló/Suau    |                      | Almeida/Belza |                  | Betancort/Suárez |              |

### Palmarés

#### Por Clubes
La lista a continuación muestra a los clubes que han estado entre los cuatro mejores de alguna edición del torneo.
| Club           | Campeón                  | Subcampeón       | Tercer puesto | Cuarto puesto    |  |
| -------------- | ------------------------ | ---------------- | ------------- | ---------------- |  |
| La Nave        | 3 (2014), (2015), (2016) | 2 (2014), (2016) | 1 (2014)      |                  |  |
| Albacete       | 1 (2013)                 |                  | 1 (2013)      |                  |  |
| Sport Elche    |                          | 1 (2013)         | 1 (2015)      | 2 (2013), (2014) |  |
| Padbol Canario |                          | 1 (2015)         | 1 (2016)      | 1 (2016)         |  |
| CABS           |                          |                  |               | 1 (2015)         |  |

#### Por Jugadores
La lista a continuación muestra a los jugadores que han estado entre los cuatro mejores de alguna edición del torneo.
| Club                                       | Campeón                  | Subcampeón       | Tercer puesto | Cuarto puesto |  |
| ------------------------------------------ | ------------------------ | ---------------- | ------------- | ------------- |  |
| Juanal Ramón Juanmi Hernández              | 3 (2014), (2015), (2016) |                  |               |               |  |
| Miguel Angel Barcelo Pep Suau              | 1 (2015)                 | 2 (2014), (2016) |               |               |  |
| Javi Martínez                              | 1 (2015)                 |                  | 1 (2014)      |               |  |
| Ele Ocaña Toni Palacios                    | 1 (2013)                 |                  |               |               |  |
| Claudio Rodríguez                          |                          | 1 (2013)         | 1 (2015)      |               |  |
| Chus Almeida Jorge Belza                   |                          | 1 (2015)         | 1 (2016)      |               |  |
| Kan Saiz                                   |                          | 1 (2013)         |               |               |  |
| Aitor Arana Jonatan Santana                |                          | 1 (2015)         |               |               |  |
| Martín Macia                               |                          |                  | 1 (2015)      | 1 (2013)      |  |
| Horacio Melgarejo José Prado               |                          |                  | 1 (2013)      |               |  |
| Juanmi Gutierrez                           |                          |                  | 1 (2014)      |               |  |
| Jose Carlos Sanz Gaspar Aracil Luis Aracil |                          |                  | 1 (2015)      |               |  |

## Resultados Femenino
| Año          | Sede     |                  | Campeón | Final Resultado | Subcampeón        |  | Tercer lugar |  | Cuarto lugar |
| 2015 Detalle | La Nucía | Flores/Rodríguez | 6-1 6-1 | Ferrer/Morera   | Anglada/Castañeda |  | Moya/Tortosa |  |              |

### Palmarés
La lista a continuación muestra a los clubes que han estado entre los cuatro mejores de alguna edición del torneo.
| Club        | Campeón  | Subcampeón | Tercer puesto | Cuarto puesto |  |
| ----------- | -------- | ---------- | ------------- | ------------- |  |
| Sport Elche | 1 (2015) |            |               |               |  |
| Terrassa    |          | 1 (2015)   |               |               |  |
| Planet      |          |            | 1 (2015)      |               |  |
| La Nave     |          |            |               | 1 (2015)      |  |